# Niszargadatta Mahárádzs
Niszargadatta Mahárádzs (Bombay, 1897. április 17. – Bombay, 1981. szeptember 8.) indiai spirituális tanító, misztikus, aki Bombayben (ma Mumbai) élt. Sok indiai és a nyugati világból érkező híve megvilágosult tanítómesterként és guruként tisztelte. Elsősorban az I Am That (Én Az vagyok) című könyv révén vált ismertté, amely felvett beszélgetések gyűjteménye, amelyet művet számos nyelvre lefordítottak. Tanításai az advaita védántán alapulnak.

## Művei magyarul
- Én Az vagyok - Beszélgetések Srí Niszargadatta Maháráddzsal, Filosz Kiadó, 2014 , Budapest, ISBN 9789639841246
- A jelenségvilágon túl - Srí Niszargadatta Mahárádzs tanításai, Filosz, 2010, 2021, Budapest

## Hozzá kapcsolódó művek

### Angolul
- Self Knowledge & Self Realisation, Bombay: Ram Narayan Chavhan, 1963
- I Am That pdf (ed. Maurice Frydman), Bombay: Chetana, 1973, ISBN 9788185300450
- Pointers from Nisargadatta Maharaj (ed. Ramesh S. Balsekar), Bombay: Chetana, 1982, ISBN 978-0893860042
- Seeds of Consciousness (ed. Jean Dunn), NC: Acorn Press, 1982, ISBN 978-0893860257
- Prior to Consciousness (ed. Jean Dunn), New York: Grove Press, 1985, ISBN 978-8185300351
- The Nectar of the Lord's Feet (ed. Robert Powell), Longmead en Shaftesbury (Dorset): Element Books, 1987, ISBN 978-1852300111 republished as The Nectar of Immortality, San Diego: Blue Dove Press, 2001, ISBN 978-1884997136
- The Ultimate Medicine (ed. Robert Powell), San Diego: Blue Dove Press, 1994, ISBN 978-1556436338
- Consciousness and the Absolute (ed. Jean Dunn), Durham: Acorn Press, 1994, ISBN 978-0893860417
- The Experience of Nothingness (ed. Robert Powell), San Diego: Blue Dove Press, 1996, ISBN 978-1884997143
- Gleanings from Nisargadatta (ed. Mark West), Beyond Description Publishing, 2006
- Beyond Freedom (ed. Maria Jory), Mumbai: Yogi Impressions, 2007, ISBN 978-8188479283
- I Am Unborn (ed. Damodar Lund and Pradeep Apte), 2007
- The Nisargadatta Gita (ed. Pradeep Apte), 2008, ISBN 978-0984776764
- Meditations with Sri Nisargadatta Maharaj (ed. Dinkar Kshirsagar and Suresh N. Mehta), Mumbai: Yogi Impressions, 2014, ISBN 978-9382742197
- Nothing is Everything (ed. Mohan Gaitonde), Mumbai: Zen Publications, 2014, ISBN 978-9382788973
- Self-Love (ed. Dinkar Kshirsagar), Mumbai: Zen Publications, 2017, ISBN 978-0984776764
- The Earliest Discourses: Meditations from 1954-1956 (ed. Shankarrao B. Daygude and Dinkar Kshirsagar), Mumbai: Zen Publications, 2020, ISBN 978-9387242388